# Arctosa ripaecola
Arctosa ripaecola är en spindelart som först beskrevs av Roewer 1960.  Arctosa ripaecola ingår i släktet Arctosa och familjen vargspindlar.
Artens utbredningsområde är Tanzania. Inga underarter finns listade i Catalogue of Life.